# Jerzy Maćków
Jerzy Maćków (ur. 1961 w Wilamowie) – polsko-niemiecki politolog, profesor.

## Życiorys
Studiował politologię, filozofię i historię nowożytną na Uniwersytecie im. Adama Mickiewicza w Poznaniu oraz na Uniwersytecie w Hamburgu. Stopień doktora uzyskał w 1992 roku. Od 1993 do 1999 roku był asystentem naukowym na Uniwersytecie im. Helmuta Schmidta w Hamburgu, gdzie uzyskał w 1998 roku habilitację. Od 1999 do 2002 roku był poza tym docentem na Europejskim Uniwersytecie Viadrina we Frankfurcie nad Odrą. Od 2002 jest profesorem politologii na Uniwersytecie w Ratyzbonie.